# Feliks Bieczyński
Feliks Łodzia Bieczyński (ur. 1799, zm. 1885 w Lublinie) – polski inżynier gubernialny. Absolwent Uniwersytetu Warszawskiego w dziedzinie sztuk pięknych, miernictwa i architektury, uczestnik powstania listopadowego, wieloletni lubelski inżynier wojewódzki, wywarł wielki wpływ na powstanie pierwszych parków miejskich Lublina. Jego koncepcje planistyczne bazowały na kompozycji: terenowego rzeźbienia, dolin rzecznych, starannie dobranej roślinności, parkowych ścieżek i rzeźb, które całościowo tworzyły wnętrza ogrodowe oraz wielokierunkowe powiązania pomiędzy: ogrodami, krajobrazem miasta i jego otoczeniem.

## Życiorys

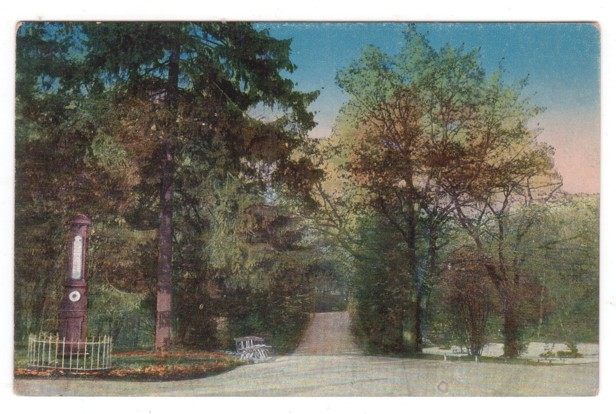
Ogród Saski w Lublinie około 1916 roku. Aleja główna z nieistniejącym już zegarem.

Feliks Bieczyński był twórcą pierwszych ogrodów publicznych Lublina, które powstawały w latach 1826–1862, twórca m.in. Parku Saskiego w Lublinie, założonego w roku 1837 według jego projektu. Po roku 1837 otrzymał tytuł inżyniera gubernialnego i zaczął rozwijać swoją działalność na szerszą skalę w regionie. Aktywnie angażował się w niwelację opóźnień w rozwoju Lublina, sprowadził dużą liczbę gatunków rzadkich roślin, oraz odpowiada za lokalizację głównego dworca kolejowego na ówczesnych przedmieściach miasta.
Najważniejsze obiekty tworzone przez Bieczyńskiego z różnym skutkiem to: ogród miejski nad rzeką Czechówką, Ogród Saski, ogród przed gmachem Komisji Województwa Lubelskiego, zamysł ogrodu w miejscu po Placu Musztry, Park Ludowy przy osadzie młyna parowego na Bronowicach oraz idea parku w dolinie rzeki Bystrzycy. Planista Bieczyński dobrze wykorzystał położenie Lublina wśród lessowych wzgórz, stoków oraz dolin i rzek, a ogrody miejskie miały wpływać na klimat miasta i zapewniać zdrowe powietrze, zaspokajając społeczne potrzeby wypoczynkowe.
W roku 1831 Bieczyński zaproponował także przeniesienie ludności żydowskiej z Podzamcza do zapomnianej obecnie dzielnicy Piaski, gdzie były nieporównanie lepsze warunki zdrowotne. Dzielnica ta znajdowała się w okolicy dzisiejszego placu Bychawskiego i dworca kolejowego. Z uwagi na wysokie koszty plan przenosin pozostał jednak na papierze.
Córką Feliksa Bieczyńskiego była Izabela Bieczyńska, jedna ze znanych kurierek powstańczych na Lubelszczyźnie. Inżynier pochowany jest na cmentarzu przy ulicy Lipowej w Lublinie, w sekcji 18c.

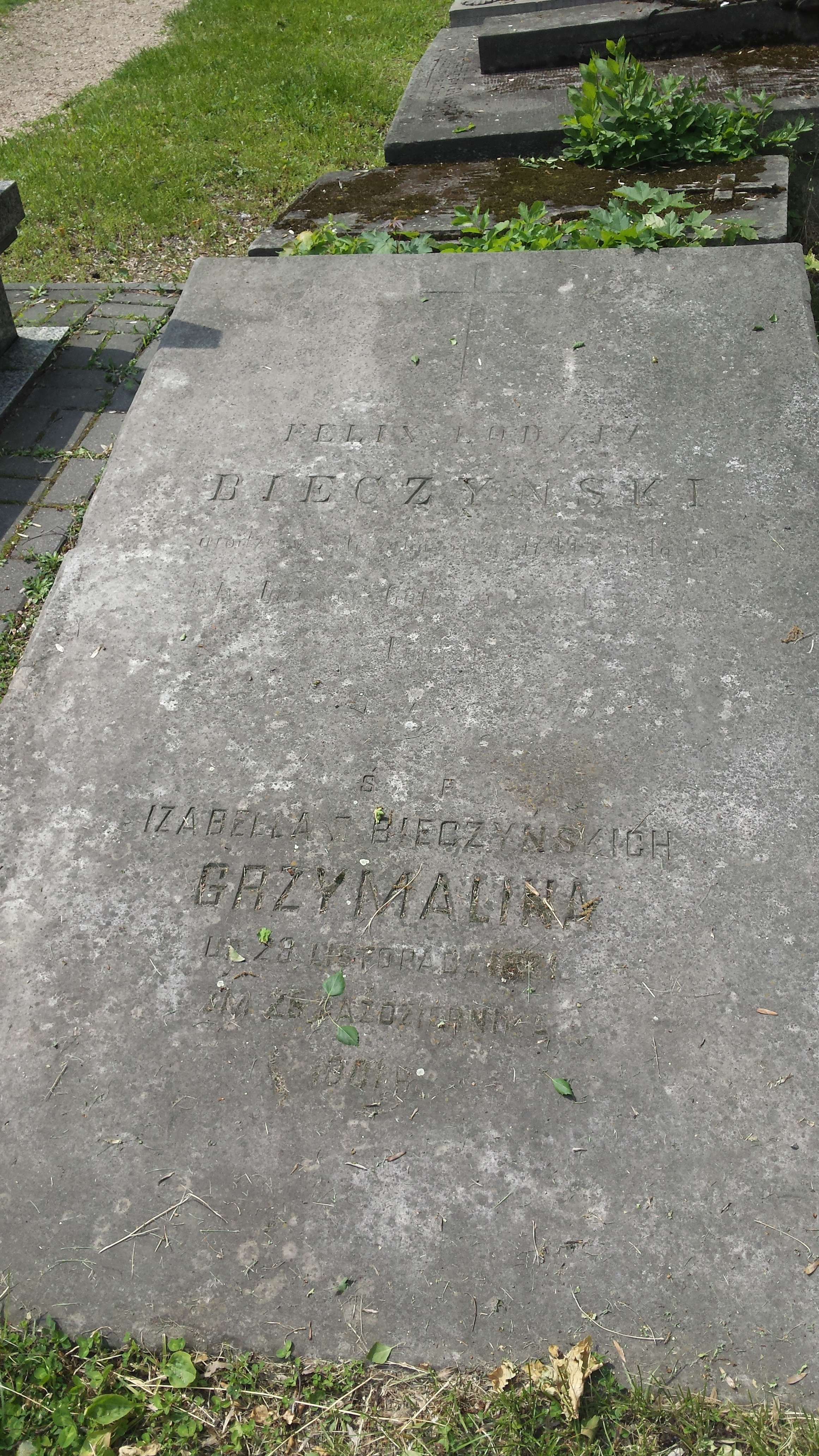
Grób Feliksa Bieczyńskiego na cmentarzu przy ulicy Lipowej w Lublinie